# Církevní humor
Církevní humor, neboli křesťanský humor je humor, který se dotýká křesťanství, života v církvi, jeho představitelů, křesťanské víry a jejích zásad a průvodních jevů. Od protikřesťanského humoru se odlišuje především tím, že není koncipován jako urážlivý a vyhýbá se formulacím, které by bylo možno vykládat jako rouhání. I tak je ovšem hranice mezi vtipkováním o církvi a proti církvi nejasná a někteří věřící cítí v jeho přítomnosti jisté rozpaky, či ho přímo považují za něco nepatřičného.

## Humor v křesťanství
Humor má v křesťanství dlouhou tradici, která se pojí s rozšířeným přesvědčením, že křesťanství je radostné náboženství (křesťan má svým životem naplňovat a šířit evangelium – radostnou zvěst). Sv. Filip Neri (1515–1595) prohlásil, že Svatý smutný je smutný svatý, tento výrok je dodnes často citován, mezi českými katolíky je pak dlouhodobě oblíbená průpovídka smutný křesťan – žádný křesťan. Podle Neriho humor v sobě nese nebeský tón a svou nakažlivou silou učí člověka poznávat svou malost, v níž se však také skrývá jeho pravá velikost.
James Martin tvrdí, že každý, kdo skutečně poznal Boha, je veselý, a vypočítává různé způsoby, kterými muže být věřícím užitečný: evangelizuje, je nástrojem pokory, pomáhá zachytit podstatu věci, říká pravdu mocným, ukazuje křesťanskou odvahu, je projevem pohostinnosti, léčí, napomáhá vnímání a baví.
O humoru v životě křesťanů a křesťanských světců pojednává kniha Josefa Ondoka Bereme smích vážně?, ze světových autorů se církevním humorem ve svých knihách a článcích zabývá např. už zmíněný James Martin.
Obliba křesťanského humoru je natolik velká, že i v poměrně bezvěrecké České republice existuje něco, co lze nazvat „křesťanská humorná literatura“. Tvoří ji jednak díla soustřeďující se čistě na křesťanský humor, jednak díla, která se sice zabývají i (resp. i především) jinými tématy, ale jsou křesťanským humorem prosycena.

## Křesťanský humor jako žánr

### Křesťanský humor ve světě
Křesťanský humor má nepřehlédnutelný podíl na světové literatuře, některá díla tohoto typu byla i přeložena do české literatury. Obvykle však nejde o díla, jichž je humor jediným hlavním cílem, byť i takové existují (např. sbírka anekdot z církevních dějin Mezi nebem a zemí). Velkou porci sofistikovaného křesťanského humoru obsahují knihy, které formulují životní postřehy a příběhy, jejichž smyslem je rozšířit obzory a obohatit život čtenáře. Příkladem mohou být knihy Roberta Fulghuma a Anthonyho de Mella či Rady zkušeného ďábla C. S. Lewise. V češtině vyšla též celá humorná série příběhů dona Camilla od italského novináře a spisovatele Guareschiho, kterou jako svou oblíbenou četbu propagoval i papež Jan XXIII. (ta má mimo samotný humor též charakter a účel ostře protikomunistického díla). Překladu se dočkala i kniha Ballinga Bůh má rád veselé lidi a další díla.

### Český křesťanský humor
Český křesťanský humor je nedílnou součástí křesťanství na internetu i křesťanské literatury. Pomineme-li výše zmíněné překlady z děl v cizích jazycích, existuje i rozsáhlá česká tvorba.
Významný podíl na ní hraje tvorba literárně činných katolických kněží a řeholníků, která může mít někdy více (František Lukeš, František Hobizal, Benedikt V. Holota) a někdy méně (Jiří Barhoň) autobiografický charakter. Václav Durych poznamenává, že právě tak, jako nejvíc „židovských“ anekdot pochází od židů, tak i většina „kněžských“ vtipů pochází od samotných kněží.
Vznikají i díla, která se za pomoci velké porce humoru snaží popsat či kritizovat nešvary církevního života a přinést tak poučení a nápravu mezi věřící (např. Věroměr Maxe Kašparů). Z nekatolických autorů je známý zejména Pavel Kosorin se svými sbírkami aforismů.
Spolu s literaturou existuje i humor na křesťanském internetu, kde ovšem zpravidla nemá charakter knih, ale spíše sbírek jednotlivých žertů a humorných postřehů. Řada významných křesťanských stránek má pro humor vyhrazené sekce a rubriky.
Příkladem může být rubrika Křesťanský humor v Magazínu ChristNetu, malá sbírka jezuitského humoru na oficiálních stránkách české provincie řádu či sekce humor v nabídce internetového křesťanského knihkupectví Theofil.

#### Známí autoři a jejich díla
Nekompletní výběr
- Jiří Barhoň: Zlý farář přejel hodného psa, Pane faráři, já vás budu muset zabít!
- František Hobizal: Humor v církvi dovolen, Minipříběhy
- Vladimír Benedikt Holota: Nebyl jsem hrdina
- Pavel Kosorin: několik sbírek aforismů
- František Lukeš: Celý život jsem se učil a přece jsem propadl
- Tomáš Marný z Bludovic: A přece se točí (Murphyho zákony v církvi; ukázka zde)
- Anna Žídková: Úsměvy svatého Petra

#### O církevním humoru
- Petr Cekota: A zase ten církevní humor, Magazín ChristNet, 18. listopadu 2006

#### Kam za církevním humorem?
- Magazín ChristNet, rubrika křesťanský humor
- Humor na stránkách českých jezuitů Jezuit.cz
- Křesťanský humor na stránkách Křesťanského společenství H. Králové[nedostupný zdroj]
- Humor na stránkách Církve bratrské na Effatha.cz
- Humor v rámci výuky křesťanských dějin Archivováno 27. 5. 2008 na Wayback Machine.
- Křesťanský humor Archivováno 25. 12. 2008 na Wayback Machine. na stránkách OASE
- Humor na Hostyn.cz
- Marek Eben - rozhovor nejen o humoru na Vira.cz
- Humor na Občerstvení pro duši na Prameny.net
- Pro zasmání na katolik.cz
- Trocha humoru na tento týden Archivováno 16. 12. 2008 na Wayback Machine. na 3pé.cz
- Humor na stránkách Charismatické obnovy Archivováno 26. 10. 2007 na Wayback Machine. cho.cz
- Křesťanské vtípky na spolču online hkspolco.hys.cz
- Tisíckráte „Zpravodajský“ web